# Njurunda tingslag
Njurunda tingslag var ett tingslag i  Västernorrlands län. 
Tingslaget upphörde 1925 då dess verksamhet överfördes till Njurunda, Sköns och Ljustorps tingslag.
Tingslaget ingick före 1879 i Medelpads domsaga och därefter i den då bildade Medelpads östra domsaga.

## Socknar
Njurunda socken